# Władimir Kosinski
Władimir Iwanowicz Kosinski (ros. Владимир Иванович Косинский; ur. 26 lutego 1945 w Kotłasie, zm. 14 lipca 2011 w Petersburgu) – radziecki pływak specjalizujący się w stylu klasycznym, trzykrotny medalista igrzysk olimpijskich i były rekordzista świata.

## Kariera pływacka
Po raz pierwszy reprezentował ZSRR na igrzyskach w Tokio, gdzie zajął ósme miejsce na dystansie 200 m stylem klasycznym.
Trzy lata później ustanowił swój pierwszy rekord świata w konkurencji 100 m stylem klasycznym (1:06,7). Kilka miesięcy przed igrzyskami w Meksyku pobił rekord globu na dystansie dwukrotnie dłuższym, uzyskawszy czas 2:27,4. W Meksyku przegrał jednak w tej konkurencji z reprezentantem gospodarzy Felipe Muñozem. Oprócz srebra na 200 m żabką, został także wicemistrzem olimpijskim na 100 m stylem klasycznym i zdobył brązowy medal w sztafecie 4 × 100 m stylem zmiennym.
W 1972 roku wystartował na igrzyskach olimpijskich w Monachium i zajął 12. miejsce na dystansie 100 m stylem klasycznym. W konkurencji 200 m żabką nie awansował do finału i został sklasyfikowany na 13. pozycji.